# Rothenburg, Elveția
Rothenburg este o comunitate politică cu 7122 locuitori (în 2009) în cantonul Lucerna, Elveția.

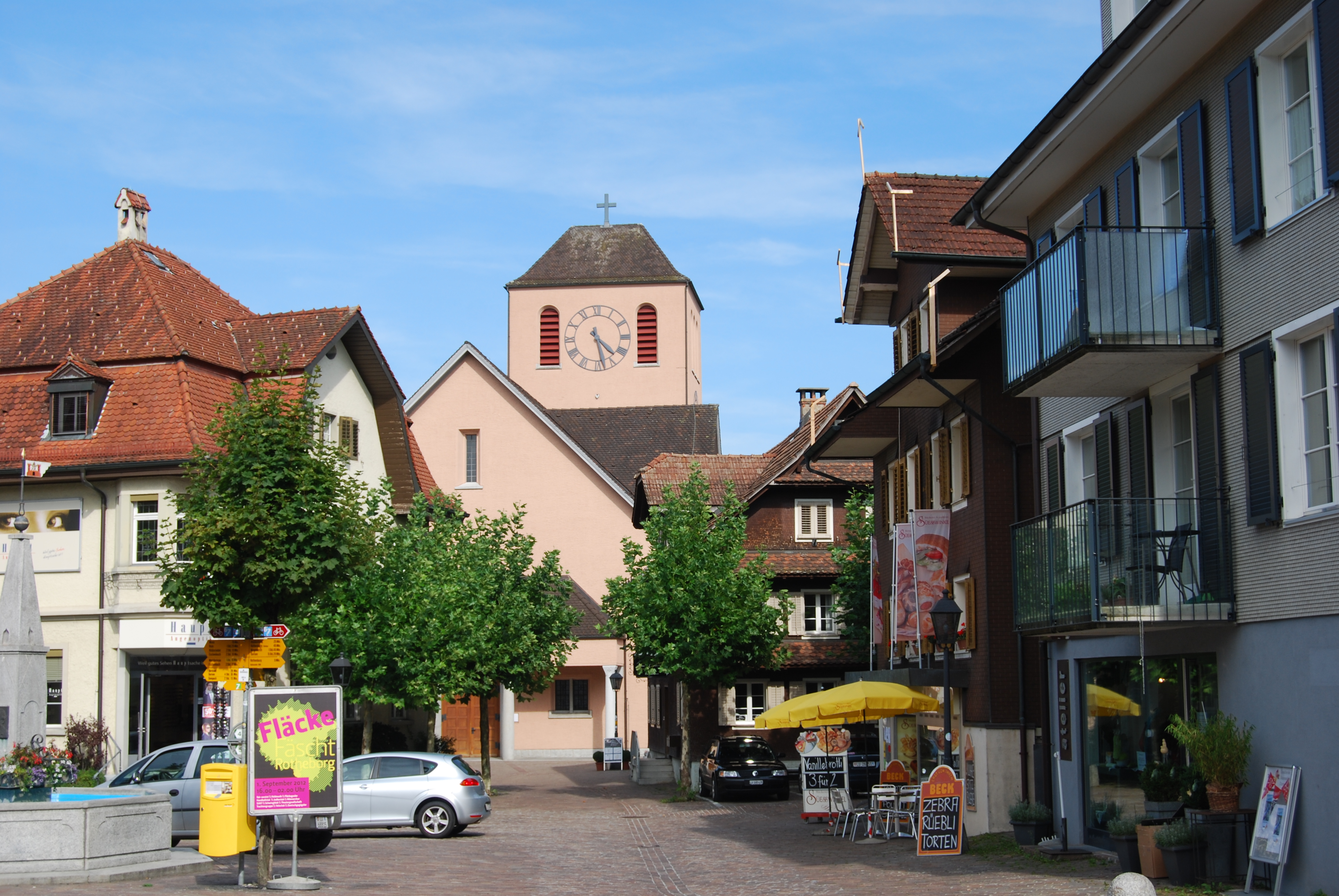
Rothenburg

## Date geografice
Comuna aparține de orașul Lucerna, ea se află amplastă la vest autostrada A-2 într-o zonă industrială. La sud de comună curge Hellbühler Rotbach care se varsă în Waldibach. La nord și sud este o regiune împădurită numită Rothenburgerwald, Bertiswilerwald și Burgwald iar la vest pădurea Sandblattenwald. Teritoriul comunei se întinde pe o suprafață de 1552 ha. din care 67,8 % este teren agricol, 16,6 % este pădure și 15,5 % este teritoriu locuitori. Rothenburg se învecinează cu localitățile Emmen, Eschenbach, Neuenkirch și Rain.
Rothenburg este locul natal al ciclistei de performanță Karin Thürig.